# José María Alonso Gamo

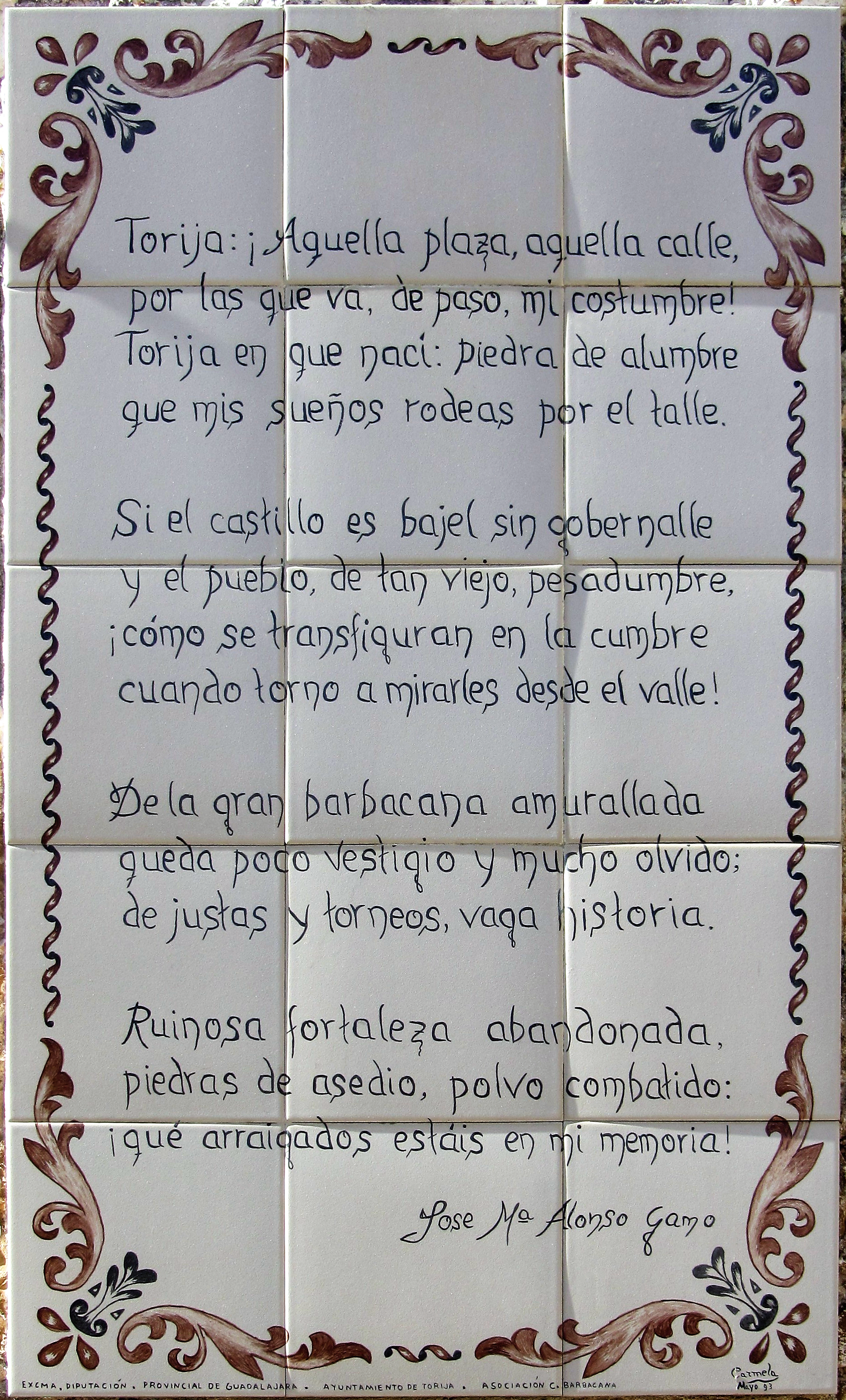
Poema de José Mª Alonso Gamo dedicado a Torija, su pueblo natal.

José María Alonso Gamo (Torija, Guadalajara; 1913 - Madrid; 1993) fue un poeta, ensayista, crítico literario y diplomático español.

## Biografía
Desempeñó numerosos cargos en el cuerpo diplomático como los de cónsul adjunto de España en París, agregado cultural de la Embajada de España en Lima (Perú), secretario y consejero cultural de la Embajada de España en Roma y, finalmente, el de cónsul general de España en Amberes (1977-1980).

## Obra
Su producción literaria es muy extensa, y de su obra poética destacan los poemarios que vieron la luz Paisajes del alma en guerra (Buenos Aires, 1945), Tus rosas frente al espejo (Valencia, 1952), con el que logró el Premio Nacional de Literatura, Ausencia (Madrid, 1957), Zurbarán (Poemas; accésit del Premio Leopoldo Panero, 1974), Paisajes del alma en paz (Madrid, 1976; Premio Ejército) y Rincón (Guadalajara, 1984; Premio José Antonio Ochaíta). Muchos otros poemarios quedaron inéditos a su muerte.
A toda esta obra habría que añadir otras muchas más de crítica literaria, como Tres poetas argentinos: Marechal, Molinari, Bernárdez (1951), Un español en el mundo: Santayana (1966; Premio Fastenrath de la Real Academia Española), Luis Gálvez de Montalvo. Vida y obra de ese gran ignorado (1987) y El Marqués de Santillana, poeta alcarreño. Poemas de Guadalajara (1999). También figuran en su obra algunas traducciones como De Catulo a Dylan Thomas (1951) y Viajes a España de Andrea Navagiero y de Francesco Guicciardini (1952); póstumamente, en 2003, se publicó la traducción poética que realizó de la obra del vate romano Cayo Valerio Catulo. También publicó algunas obras en colaboración, como la Antología de la Literatura Española Actual, en 5 volúmenes, publicada en Lima en 1958, y los numerosos ensayos publicados en revistas y las múltiples conferencias.